# Вильсонс-Промонтори (национальный парк)
Ви́льсонс-Про́монтори, Уи́лсонс-Про́монтори (англ. Wilsons Promontory National Park) — национальный парк в штате Виктория, Австралия. Парк, который также часто называют the Prom, является старейшим национальным парком Виктории.

## Физико-географическая характеристика

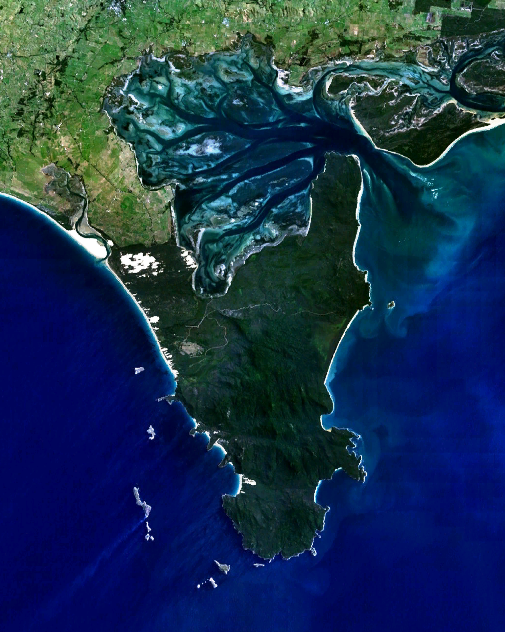
Космический снимок полуострова

Национальный парк расположен на одноимённом полуострове в водах пролива Басса, отделяющего материковую Австралию от Тасмании, в 200 км восточнее Мельбурна и в 90 км юго-восточнее Леонгата. В базе данных Международного союза охраны природы (МСОП) указана площадь 490,49 км².
Национальный парк Вильсонс-Промонтори, расположенный рядом национальный морской парк, а также ряд других природоохранных зон входят в состав биосферного резервата Вильсонс-Промонтори.

### Рельеф
Парк находится в южной части Южно-Викторианской возвышенности (South Victorian Uplands). Полуостров Вильсонс-Промонтори является остатком древнего хребта Bunurong, который соединял континент с Тасманией. После того, как хребет ушёл под воду, от него остался только остров Вильсонс-Промонтори и ряд островов вокруг него в проливе Басса. Со временем, благодаря приливам, ветрам и эрозии остров соединился с материком. Низменная область перешейка Янаки (Yanakie Isthmus), включая Шелоу-Инлет (Shallow Inlet) на западе и Корнер-Инлет (Corner Inlet) (можно встретить также название котловина Корнер (Corner Basin)) на востоке, отделяют парк от возвышенности Южный Гипсленд (South Gippsland Uplands). Ещё одна низменная область расположена в южной части полуострова и проходит между заливом Оберон на западе и заливом Уотерлу на востоке. Возвышенность Южный Гипсленд и северо-восточная Тасмания соединены подводным хребтом (Bassian Rise), который делит пролив Басса на две котловины: котловина Гиппсленд расположена восточнее хребта, котловина Басса — западнее.
Перешеек Янаки имеет ширину около 8 км, он протянулся с севера на юг на 20 км, гранитный горный массив протянулся на 40 км и включает ряд вершин свыше 500 метров. В центральной части парка расположены вершины Латроуб (Mt Latrobe, 754 м), Рамсэй (Mt Ramsay, 679 м), Уилсон (Mt Wilson, 705 м), Оберон (Mt Oberon, 558 м), в южной — Норгейт (Mt Norgate, 419 м), Боулдер (Mt Boulder, 501 м), в северо-восточной — Сингапур (Mt Singapore, 147 м), Маргарет (Mt Margaret, 218 м), Раундбэк (Mt Roundback, 316 м), Хантер (Mt Hunter, 347 м).
На западном берегу перешейка Янаки расположена топь Коттерс-Лейк. Трясина имеет около 1 км в диаметре и окружена обломочным известняком с трёх сторон. Четвёртая, западная сторона, представляет собой пляж. Поверхность топи находится в 4 м над уровнем моря, глубина может составлять до 1 метра. К юго-западу от неё находится пляж Дарби, отделённый от озера дюнами известняка. В 10 км южнее озера протекает река Тидал. Она стекает с холмов в центре полуострова и впадает в залив Норман, образуя широкую болотистую дельту.

### Геология
Основную часть парка занимает композитный батолит, состоящий из девонского гранита, в то время как в северной части парка, на перешейке Янаки представлены осадочные породы ордовикского периода. В топографическом рельефе заметны серии трещин и разломов, протекающие в северо-восточном — юго-западном или в северо-западном — юго-восточном направлениях. Предположительно, эти структуры имеют схожую тектоническую историю с аналогичными образованиями котловин Гиппсленд и Басс. Структуры, протекающие в восточно-западном и северо-южном направлениях также весьма заметны. В основном они представляют мезозойские и кайнозойские отложения: вулканические отложения позднего юрского и раннего мелового периода характерны для Strzelecki Group, кварцевые и каолинитовые речные отложения позднего мелового периода и кайнозоя — для долины Латроуб (Latrobe Valley Group), шельфовые карбонаты позднего палеогенового и неогенового периодов — для Сиспрей (Seaspray Group), терригеновые отложения неогена — для Хаунтед-Хилл (Haunted Hill Formation)..
Геологические и геоморфологические формы на территории парка очень разнообразны, среди них пляжи Дарби, Сквики, Файв-Майл, острова Грейт-Гленни и Клефт, дельта Чинамен-Крик. Парк находится в северной части гранитного массива, который простирается до северо-восточной Тасмании и приобрёл причудливые формы в результате эрозии. Различные виды и формы гранита в парке лучше всего смотреть в заливе Норман. В северной части парка граниты переходят в осадочные породы и дюны. Для береговой линии характерны затопляемые приливами равнины, песчаные пляжи и пещеры.

## Климат
Для территории национального парка характерен умеренный морской климат. Средний годовой уровень осадков составляет около 1000 мм на побережье, около 1500 мм на холмах и 700 мм вдоль перешейка. Летние засухи бывают редко, в зимние месяцы осадков больше. Средняя температура в летние месяцы составляет 17С, в зимние — 11С, на побережье возможны редкие заморозки. Основным сезоном для туристов является позднее лето и осень.
На побережье обычно дуют сильные западные или юго-восточные ветры. Порывы ветра могут достигать 40-50 м/с.
Ниже представлена климатическая таблица для маяка Вильсонс-Промонтори, расположенного на территории национального парка.
| Показатель                            | Янв. | Фев. | Март | Апр. | Май   | Июнь  | Июль  | Авг.  | Сен. | Окт. | Нояб. | Дек. | Год    |
| ------------------------------------- | ---- | ---- | ---- | ---- | ----- | ----- | ----- | ----- | ---- | ---- | ----- | ---- | ------ |
| Абсолютный максимум, °C               | 0,0  | 1,1  | −2,2 | −0,2 | 7,8   | 18,2  | 20,0  | 19,5  | 11,2 | 4,4  | 0,6   | 3,2  | 20,0   |
| Средний суточный максимум, °C         | 20,3 | 20,5 | 19,4 | 17,3 | 14,9  | 13,0  | 12,2  | 12,8  | 14,2 | 15,8 | 17,2  | 18,8 | 16,4   |
| Средний суточный минимум, °C          | 14,0 | 14,8 | 14,1 | 12,7 | 11,1  | 9,3   | 8,4   | 8,3   | 9,0  | 10,0 | 11,2  | 12,6 | 11,3   |
| Абсолютный минимум, °C                | 5,6  | 7,2  | 5,4  | 3,3  | 3,3   | −0,6  | 0,0   | 0,6   | 0,6  | 2,3  | 1,7   | 2,8  | −0,6   |
| Норма осадков, мм                     | 50,5 | 46,8 | 69,6 | 84,8 | 112,8 | 120,1 | 122,1 | 122,6 | 99,1 | 92,5 | 71,4  | 63,8 | 1056,1 |
| Источник: Бюро метеорологии Австралии |      |      |      |      |       |       |       |       |      |      |       |      |        |

## Флора и фауна

### Растительный мир
Растительный мир парка очень разнообразен и включает в себя тёплые и холодные умеренные дождевые леса, горные леса, редколесья, болота и береговую зону. На территории парка произрастает более 700 видов растений, включая растения, характерные для Тасмании. В парке встречаются самые южные белые мангровые леса.
На полуострове в основном произрастают эвкалиптовые леса.
Для перешейка характерно открытое редколесье. Преобладающим видом является Casuarina stricta, эвкалипты не характерны для перешейка. В прибрежных дюнах произрастает Leptospermum laevigatum, высота которых достигает 5 метров, и Myoporutn insulare. В глубине перешейка можно встретить кусты Leptospermum laevigatum, Leucopogon parvifolium и Acacia, над которыми возвышается Banksia integrifolia. Для заболоченной местности в районе Коттерс-Лейк характерны Cladium (Machaerina) junceum, высотой 20 см, на более сухих участках произрастает Juncus maritimus, высотой до 1 м. По краю болота можно встретить кустарники Acacia longifolia и Leptospermum lanigerum, а также Gahnia filum, Melaleuca squarro, Melfleuca ericifolia и Leptospermum juniperinum, высота некоторых растений достигает 8 метров.
В эстуариях, на песчаных дюнах и в каменистых районах парка преобладает Leptospermum, Melaleuca и Casuarina. На пляже Дарби, близлежащий дюнах и клифах произрастают Calocephalus brozvnii, Olearia axillaris и Helichrysum spp. с Leptospermum laevigatum.
В 1907, 1941, 1951 годы в парке произошли крупные лесные пожары, после которого многие участки леса восстанавливаются до сих пор. Последний крупный пожар случился в 2009 году.

### Животный мир
На территории парка обитает около 30 видов млекопитающих, включая трёхпалый крысиный потору (Potorous tridactylus), малая сумчатая мышь, белоногая сумчатая мышь, широкозубая крыса (Mastacomys fuscus), карликовый летучий кускус и толстохвостый поссум (Cercartetus nanus), а также кенгуру, коалы и вомбаты, 180 видов птиц.

## История
В 1790-х годах на территории парка появились европейцы. До этого территория принадлежала аборигенам племени Brataualung, которое прекратило своё существование. Поначалу территория представляла интерес для китобоев и охотников на тюленей, которые за 40 лет почти полностью исстребили тюленей в регионе. В 1840-е годы люди проявили интерес к высоким лесам региона. Лесозаготовка продолжалась вплоть до 1906 года, когда поселение заготовителей было уничтожено пожаром. Несколько раз животноводы пытались построить на полуострове фермы. Особо успешной была ферма Янаки (Yanakie), на которой разные хозяева занимались разведением овец, а затем крупного рогатого скота с 1850 по 1992 год, то есть даже после присоединения территории к национальному парку.
В марте-апреле 1853 года парк посетил натуралист доктор Фердинанд вон Мюллер, который исследовал восточное и северо-восточное побережье.
В 1884 году команда натуралистов совершила путешествие к маяку на полуострове. Руководитель группы, Джон Грегори, предложил устроить на этом месте национальный парк. Предложение поддержал клуб натуралистов Виктории (Field Naturalists Club of Victoria) и местные компании речных перевозок, которые осуществляли водные экскурсии и предлагали места для пикников на берегу. В результате 8 июля 1898 года было объявлено о временной резервации 368,42 км2 земли для создания национального парка.
В 1904 году было высказано предложение об уменьшении зарезервированной территории. Предложение было отклонено кабинетом министров штата. В то же время клуб натуралистов развергул более гирокую публичную компанию по созданию национального парка, к которой в этот раз присоединились Royal Society, the Royal
Geographic Society, the Zoological and Acclimatisation Society, and the Australian Natives Association. В результате в марте 1905 года было объявлено о постоянной резервации площадью 303,63 км2. Поначалу парк не включал в себя береговую зону, она была добавлена в 1908 году, за исключением 10 участков общей протяжённостью 200 метров, которые оставались для рыболовства. Дальнейшее расширение парка происходило в 1928, 1947, 1969 годы.
В 1908 году для управления парком был создан комитет. Первым рейнджером стал Чарльз Масленнан, в 1910 году к нему присоединился Гордон Матиесон. Позднее комитет получил возможность нанимать служащих, а также поддерживать парк. Основным источником дохода при этом оставалась аренда пастбищ для скота на территории парка и несколько ферм. В 1975 году управление парком перешло к службе национальных парков.

## Исследования
Полуостров интересен для исследователей в силу своего местоположения. Для него характерны черты как материковой Австралии, так и близлежащего острова Тасмания. Сбор наблюдений начал проводиться ещё до основания национального парка. Бюро метеорологи Австралии собирает статистику метеонаблюдений на маяке Вильсонс-Промонтори с 1872 года, в … году проводились первые натуралистические наблюдения на полуострове. Ряд исследований конца XX века посвящены растительному миру полуострова, его геологии, истории.
Исследования растительного мира парка и полуострова проводились в 1960 годы Хоупом. Он брал образцы растений на восточном и западном берегах топи Коттерс-Лейк, а также около реки Дарби.
Секретарь и один из основателей Ассоциации национальных парков Виктории Рос Гарнет побывал в парке в студенческие годы и на протяжении нескольких десятилетий собирал информацию об истории парка. Книга «A History of Wilsons Promontory» была написана в начале 1980-х годов, но не была опубликована. Только в 2009 году агентство Парки Виктории опубликовало её в Интернете. Другая книга Гарнета «The Wildflowers of WIlsons Promontory» была опубликована в … году.

## Туризм
Ранней статистики о туристической активности в регионе не сохранилось, но известно, что в период 1912—1916 годы парк посетило 66 человек. Долгое время доступ к парку был затруднён, так как не было дороги через перешеек Янаки. Добраться до шале на реке Дарби, построенного для туристов можно было двумя маршрутами: либо на машине во время отлива, включая 10 км участок вдоль пляжа Waratah Bay, рискуя быть смытым волнами, затем от Winchester’s camp до Buckley’s Rocks, а потом вдоль реки вглубь полуострова через Коттерс-Лейк; либо на лодке через котловину Корнер от Port Franklin или Port Welshpool до Vereker Landing, а затем пешком или на лошади. Центральный вход открылся только в 1930-е годы и сейчас до парка можно добраться по шоссе Саут-Гипсленд, свернув с него на юг в районе Meeniyan or Foster, пересекая реку Дарби по мосту, а затем Darby Saddle, с которого открывается вид на море и за которым расположен современный туристический городок, в 10 км от прежнего места.
Во время Второй мировой войны на территории парка тренировалась армия Австралии и он был закрыт для публики. Построенные в это время строения на реке Тидал стали новой туристической деревней, что привело к росту посещаемости парка в послевоенные годы, который продолжился после того как заасфальтировали основные дороги парка в 1970—1971 годы.